# Phyllostegia velutina
Phyllostegia velutina là một loài thực vật có hoa trong họ Hoa môi. Loài này được (Sherff) H.St.John miêu tả khoa học đầu tiên năm 1987.